# Hilda Doolittle
Hilda Doolittle (Bethlehem, Pennsilvània, 10 de setembre de 1886 - Zúric, 27 de setembre de 1961), coneguda amb el seu nom de ploma, H. D., va ser una poeta modernista nord-americana.
La seva carrera va començar el 1911 després de traslladar-se a Londres i cofundar el grup de poetes avantguardistes Imaginista amb el poeta i crític expatriat nord-americà Ezra Pound. Durant aquest primer període, els seus poemes minimalistes en vers lliure, que representen motius clàssics, van cridar l'atenció internacional. Finalment, allunyant-se del moviment Imaginista, va experimentar amb una varietat més àmplia de formes, com ara la ficció, les memòries i el drama en vers . L'estil poètic d'HD des de la Segona Guerra Mundial fins a la seva mort va girar cap a poemes llargs i complexos sobre temes esotèrics i pacifistes.
La seva tendència de síntesi, que queda reflectida fins i tot en el pseudònim que escollí, marca gran part de la seva trajectòria. Va residir a Suïssa durant la part final de la seva vida, quan també va conèixer i visitar Sigmund Freud.
És una de les figures més significatives de l'avant-garde imaginista i la poesia modernista estatunidenca. Va exercir de crítica literària i va mostrar un gran interès per la literatura i la mitologia grega.

## Obres
- Sea Garden (1916)
- Red Roses for Bronze (1929)
- The Walls Do not Fall (1944)
- Tribute to Angels (1945)